# زیردریایی کلاس ویسکی
زیردریایی کلاس ویسکی (به انگلیسی: Whiskey-class submarine) یک کلاس از زیردریایی است که طول آن ۷۶ متر (۲۴۹ فوت ۴ اینچ) می‌باشد.